# یوآخیم لوو
یوآخیم لوو (به آلمانی: Joachim Löw؛ زادهٔ ۳ فوریه ۱۹۶۰) سرمربی سابق تیم ملی فوتبال آلمان است.

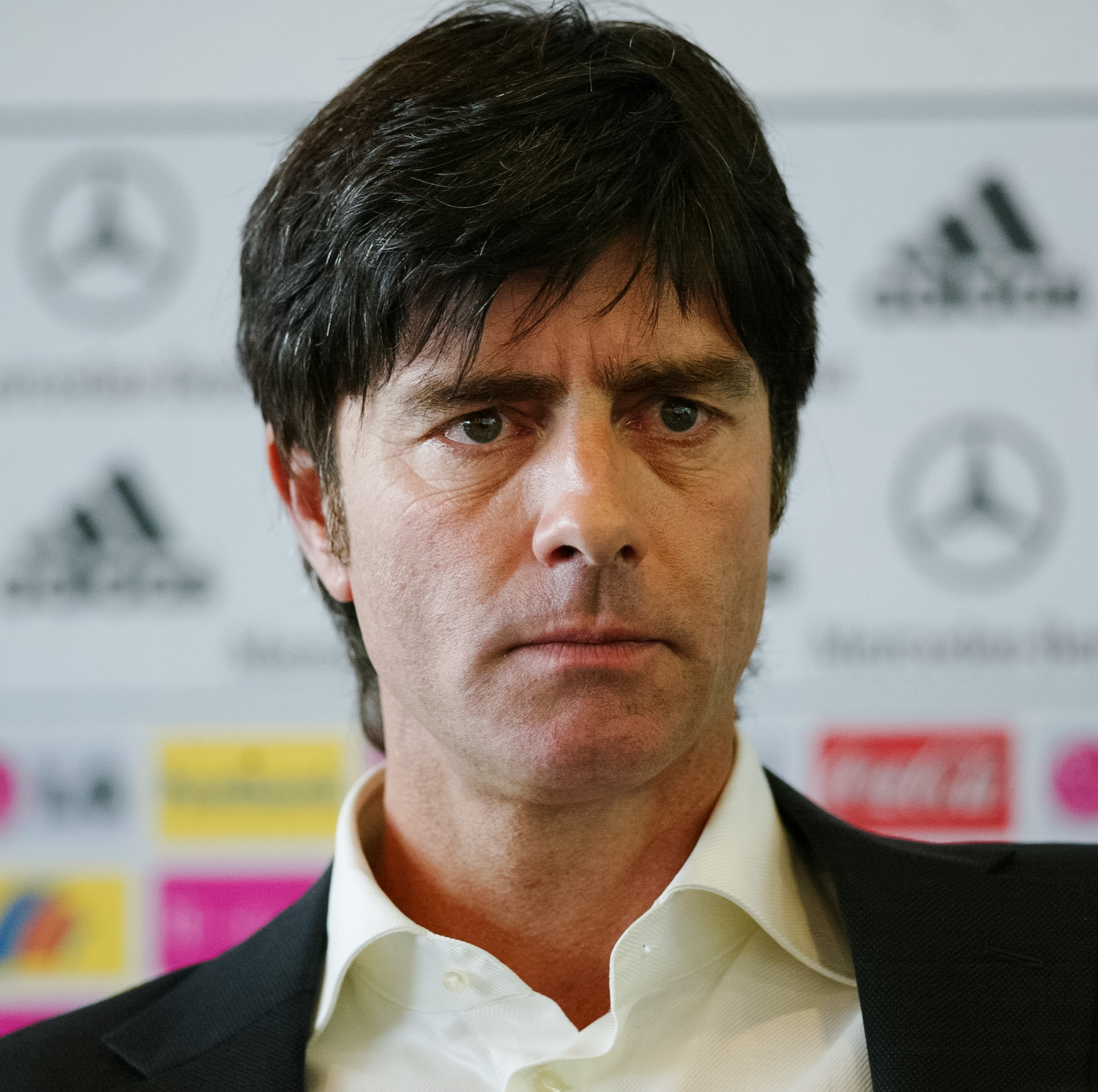
یواخیم لو، سرمربی سابق تیم ملی آلمان

لوو در سومین روز از ماه فوریهٔ ۱۹۶۰ در شهر شونا ایم شوارتزوالد در منتهی‌الیه جنوب غربی آلمان به دنیا آمد. او فوتبال خود را از تیم محل تولدش «شونا» آغاز کرد و تا پایان دوران بازی سابقهٔ حضور در تیم‌هایی هم‌چون آینتراخت فرانکفورت، فرایبورگ و کارلسروهه را تجربه کرد. لوو که بیشتر در تیم‌های دستهٔ دوم بازی می‌کرد (۲۵۲ بازی و ۸۱ گل)، مجموعاً ۵۲ بار در لیگ دسته اول فوتبال آلمان به میدان رفت و ۷ گل هم به ثمر رساند. لو به گمان بسیاری از کارشناسان یکی از موفق‌ترین مربی‌های تاریخ فوتبال آلمان است.
او با همسرش دانیلا در فرایبورگ زندگی می‌کند.
او توانست تیم ملی آلمان را در چهاردهم ژوئیه ۲۰۱۴ در جام جهانی با اقتدار به مقام قهرمانی برساند. او بهترین سرمربی جهان در مراسم توپ طلای ۲۰۱۴ شناخته شد.
یواخیم لو بعد از حذف آلمان از جام ملتهای اروپا در سمت خود ابقا شد.
وی برای شرکت در جام کنفدرانسیون‌ها از بازیکنان اصلی خود استفاده نکرد و همین امر باعث شد که مورد سرزنش قرار بگیرد. اما او در همین رقابت‌ها توانست با تیمی که میانگین سنی آنها ۲۴ بود با شکست ۱–۰ شیلی قهرمان شود. این تیم با نام آلمان B شناخته می‌شد.
او در بازی آلمان مقابل کامرون توانست صدمین پیروزی خود را به عنوان مربی بدست بیاورد.

## دست‌آوردها

### فردی
- بهترین مربی جهان (فیفا): ۲۰۱۴
- بهترین مربی جهان (جهان فوتبال): ۲۰۱۴
- بهترین مربی تیم‌های ملی جهان (فدراسیون بین‌المللی تاریخ و آمار فوتبال): ۲۰۱۴
- بهترین مربی جهان (اونزه دور): ۲۰۱۴
- بهترین مربی جام جهانی: ۲۰۱۴
- بهترین مربی فوتبال آلمان: ۲۰۱۴
- مرد سال فوتبال آلمان: ۲۰۱۱٬۲۰۱۴
- بهترین مربی ورزشی آلمان (بیلد): ۲۰۱۴
- بهترین مربی ورزشی جهان: (اکیپ):۲۰۱۴
- مربی تیم رؤیایی جام جهانی: ۲۰۱۴

مربی برتر اروپا ۲۰۱۵